# Herminia decipiens
Herminia decipiens is een vlinder uit de familie van de spinneruilen (Erebidae). De wetenschappelijke naam van de soort werd voor het eerst geldig gepubliceerd in 1898 door Hampson als Mixomelia decipiens.